# Campeón por una mujer
 Campeón por una mujer es una película argentina en blanco y negro dirigida por Eugenio Gersbach que se estrenó el 21 de diciembre de 1936 y que tuvo como protagonistas a Nuri Montsé, Héctor Calcaño e Iván Caseros.

## Sinopsis
Para ganar el premio que se ofrece al que aguante tres vueltas a un púgil, un mecánico aprende a boxear y llega a campeón; en el ínterin se relaciona con una vampiresa pero finalmente regresa a su esposa.

## Reparto
- Héctor Calcaño
- Iván Caseros
- Jacinto Invierno
- Perla Mary
- José Mazzili
- Nuri Montsé
- Humberto Savoia
- Luis Elias Sojit
- Tito Soria

## Comentarios
La crónica del El Heraldo del Cinematografista dijo:

"Además de un argumento escasamente original cuenta con deficiencias técnicas: sonido borroso, fotografía desigual y fallas elementales en la compaginación"